# Georg Diederichs

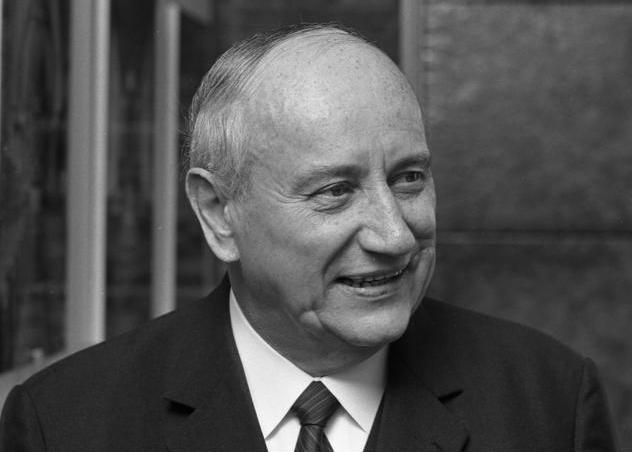
Georg Diederichs, 1969

Georg Ludwig Anton Diederichs (* 2. September 1900 in Northeim; † 19. Juni 1983 in Laatzen) war ein deutscher Politiker (DDP, SPD), niedersächsischer Landtagsabgeordneter, Sozialminister und von 1961 bis 1970 Ministerpräsident Niedersachsens. Er ist außerdem einer der Väter des Grundgesetzes. Zur Zeit des Nationalsozialismus hat er als Widerstandskämpfer über ein Jahr im Gefängnis und im Konzentrationslager (KZ Esterwegen) zugebracht.

## Leben

### Schule und Studium

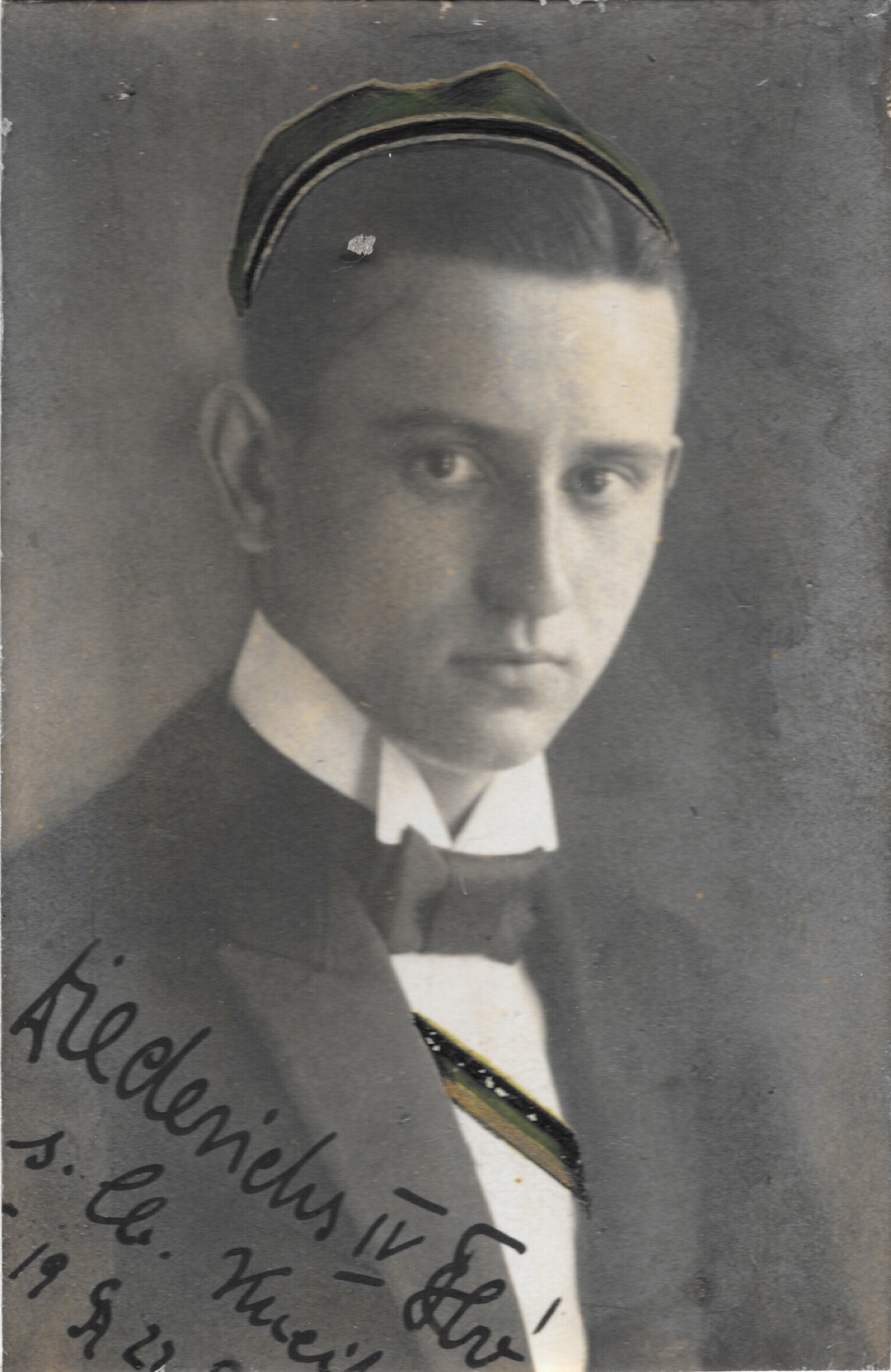
Diederichs in Couleur als Corpsstudent in Göttingen (1922)

Georg Diederichs wurde am 2. September 1900 als Sohn einer konservativen Apothekerfamilie geboren. Sein älterer Bruder war der spätere Bundesrichter Rudolf Diederichs. 1918 legte Diederichs sein Abitur in Goslar ab und absolvierte eine zweijährige Apothekerlehre in der väterlichen Apotheke. Danach studierte er ab 1922 in Göttingen Staats- und Wirtschaftswissenschaften sowie Pharmazie. Während seiner Studienzeit schloss er sich dem Corps Hercynia (heute Corps Teutonia-Hercynia Göttingen) an, einer Studentenverbindung im Kösener Senioren-Convents-Verband (KSCV). Aus dieser Zeit trug er drei Schmisse aus 19 Mensuren deutlich sichtbar im Gesicht. Sein pharmazeutisches Staatsexamen legte er 1924 ab, im Jahr 1926 wurde er Diplom-Volkswirt.

### Erstes politisches Engagement und Leben im „Dritten Reich“
Im selben Jahr begann er seine politische Tätigkeit als Mitglied der Deutschen Demokratischen Partei (DDP) und wurde Mitglied der republikanischen Schutzorganisation Reichsbanner Schwarz-Rot-Gold, wechselte aber 1930 zur Sozialdemokratischen Partei Deutschlands (SPD). Während der Zeit des Dritten Reichs unterstützte er Gesinnungsgenossen und Corpsstudenten materiell und organisatorisch und wurde von der Staatsmacht der „unerlaubten Parteiweiterführung“ beschuldigt. Er verbrachte ein Jahr im Gefängnis Fuhlsbüttel; anschließend war er mehrere Monate im Konzentrationslager Esterwegen interniert. Dem Einsatz seines damaligen Arbeitgebers war es zu verdanken, dass Diederichs wieder aus dem KZ entlassen wurde. Danach zog er nach Berlin. Von 1939 bis 1945 war er Soldat bei der Wehrmacht, davon drei Jahre an der Ostfront eingesetzt. Er diente als Soldat im Sanitätswesen. Sein höchster Dienstgrad war der eines Unteroffiziers.

### Politische Anfänge in der Nachkriegszeit
Nach dem Krieg wurde er von der britischen Besatzungsmacht im Oktober 1945 als Bürgermeister seiner Geburtsstadt Northeim eingesetzt. Damals war die Position noch mit dem Amt des Verwaltungsleiters verbunden. Als die Funktionen Bürgermeister und Stadtdirektor im Januar 1946 getrennt wurden, entschied sich Diederichs für die ehrenamtliche Funktion des Bürgermeisters. Bald wandte er sich jedoch der Landespolitik zu und wurde 1947 als Abgeordneter in den niedersächsischen Landtag gewählt.

### Wirken im Parlamentarischen Rat

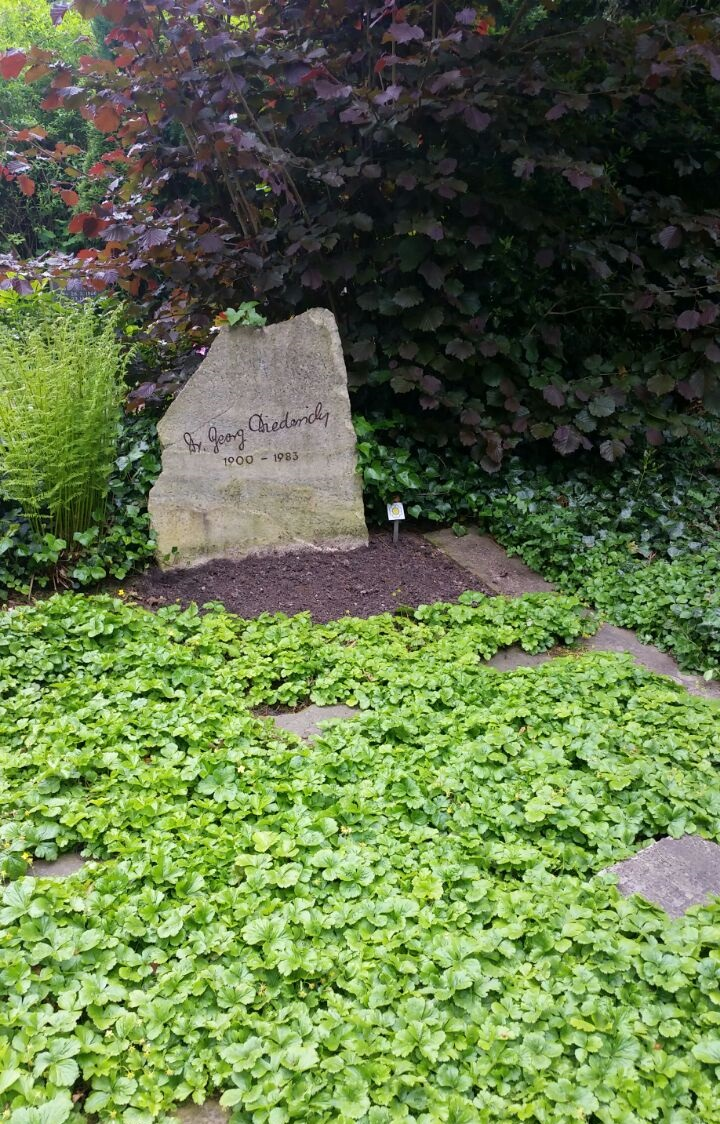
Grab in Northeim

1948–1949 war er als Mitglied des verfassunggebenden Organs, des Parlamentarischen Rates, an der Gestaltung des Grundgesetzes der Bundesrepublik Deutschland beteiligt. Er wurde vom Niedersächsischen Landtag in dieses Gremium gewählt. Diederichs fungierte als stellvertretender Vorsitzender der Ausschüsse für Wahlrechtsfragen und Besatzungsstatut. Er wirkte am ersten Wahlgesetz für die Bundestagswahl mit und trug in der umstrittenen Wahlrechtsfrage wesentlich zum Kompromissvorschlag eines personalisierten Verhältniswahlsystems bei.

### In der niedersächsischen Landespolitik

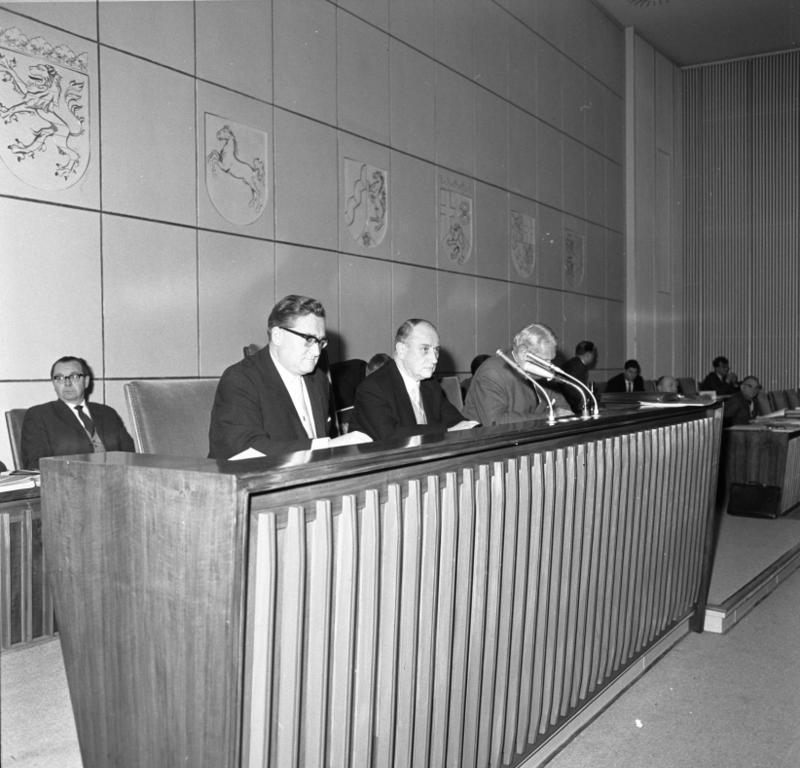
Diederichs (Mitte) bei einer Plenartagung des Bundesrates in Bonn, 1962

Ein Landtagsmandat war damals noch kein Vollzeitjob, deshalb pachtete er 1950 die Ratsapotheke in Hannover und ging seinem gelernten Beruf Apotheker nach. Als mit der Zeit seine politischen Ämter immer bedeutender und zahlreicher wurden, gab er die Apotheke auf.
Von 1947 bis 1955 fungierte er als stellvertretender Vorsitzender der SPD-Fraktion im niedersächsischen Landtag. Von 1952 bis 1955 war Diederichs Vorsitzender des Ausschusses für innere Verwaltung und hatte maßgeblichen Einfluss auf die Neugestaltung der niedersächsischen Gemeindeverfassung. Ab 1955 war er einer der Vizepräsidenten des Landtages. 1957 wurde er niedersächsischer Sozialminister und vom 29. Dezember 1961 bis zum 8. Juli 1970 war er Ministerpräsident des Landes Niedersachsen. Während der 1950er Jahre zählte er zu den klaren Gegnern der Atomenergie in der SPD.
Es wurde Diederichs Wirken zugeschrieben, dass am 26. Februar 1965 das Konkordat zwischen der Katholischen Kirche und dem Land Niedersachsen zustande kam, das vor allem in der SPD Niedersachsen sehr umstritten war.
Seine herausragenden Verdienste finden sich im Ausbau des Bildungswesens und bei den Strukturverbesserungen in ländlichen Gemeinden. Er war noch im hohen Alter Präsident des Roten Kreuzes in Niedersachsen.
Georg Diederichs war seit dem 18. Dezember 1962 mit Karin-Ruth geb. Klinger verheiratet. Die Eheschließung fand in Hannover statt. Diederichs starb am 19. Juni 1983 um 18:05 Uhr in seiner Wohnung in der Leinerandstraße 23 in Laatzen im Alter von 82 Jahren. Er war evangelisch-lutherischer Konfession.
Sein Grab befindet sich auf dem Stadtfriedhof von Northeim.

## Auszeichnungen und Ehrungen
- 1961: Großes Verdienstkreuz des Niedersächsischen Verdienstordens
- 1963: Großkreuz des Verdienstordens der Bundesrepublik Deutschland
- 1964: Großes Silbernes Ehrenzeichen am Bande für Verdienste um die Republik Österreich[5]
- 1965: Ehrenbürgerschaft der Stadt Clausthal-Zellerfeld
- 1966: Ehrenbürgerschaft der Stadt Northeim
- 1967: Großkreuz des Päpstlichen Piusordens
- 1970: Niedersächsische Landesmedaille
- In Northeim erinnert mit dem Georg-Diederichs-Ring eine Straße an den Politiker.

## Sonstiges
Nach Georg Diederichs war bis zum Schuljahresbeginn 2009/2010 eine Hauptschule in Clausthal-Zellerfeld benannt. Anlässlich seines 21. Todestages erfolgte am 22. Juni 2004 die Enthüllung einer Göttinger Gedenktafel für ihn am Haus des Corps Teutonia-Hercynia durch seine Witwe Karin-Rut Diederichs.
Gerne zitiert wird sein Ausspruch „Soll der große Wurf gelingen, müssen beide Flügel schwingen“, der auf den linken und den rechten Parteiflügel anspielt.
Im Volksmund wurde Georg Diederichs oftmals „Schorse“ genannt.
Diederichs begeisterte sich für den Physiker Georg Christoph Lichtenberg, dessen Aphorismen er sehr mochte.